# Cleora quirosi
Cleora quirosi är en fjärilsart som beskrevs av Louis Beethoven Prout 1929. Cleora quirosi ingår i släktet Cleora och familjen mätare. Inga underarter finns listade i Catalogue of Life.